# ちょいモテオヤジ
ちょいモテオヤジとは、女性から好感を得ることを目的としてオシャレに気を遣う中年男性のことである。「ちょい不良（ワル）」、「艶男（アデオス）」とも。2005年の新語・流行語大賞トップテンに選ばれたが、一般への浸透度は低い。

## 概要
岸田一郎が、自ら立ち上げた男性向けファッション雑誌『LEON』（主婦と生活社）で2002年に特集された「モテるオヤジの作り方」を発祥とし主唱する。岸田自らも、ちょいモテオヤジのモデルとして、メディアに登場することも多い。
イタリアの男性ファッションモデル、またミラノやローマなどの都市部に住む裕福なイタリア人男性を範とし、在日イタリア人タレントで同誌のモデルを務めるパンツェッタ・ジローラモをちょいモテオヤジの代表モデルとする。ちょいワルおやじに続く「ちょい」魅力的な男性になるシリーズだが、そのほかにも同出版社から高年齢層をターゲットとした「やんちゃジジイ」向けのMADURO（マデュロ）も発売されている。